# پرتره یک بانو (فیلم)
پرتره یک بانو (انگلیسی: The Portrait of a Lady) فیلمی به کارگردانی جین کمپیون است که در سال ۱۹۹۶ منتشر شد، ماجرای فیلم برگرفته از داستان پرتره یک بانو اثر هنری جیمز نویسنده شهیر آمریکایی-بریتانیایی است
باربارا هرشی توانست به‌خاطر بازی در این فیلم برای دریافتِ جایزه اسکار بهترین بازیگر نقش مکمل زن نامزد شود.

## بازیگران
- نیکول کیدمن
- جان مالکوویچ
- باربارا هرشی
- مری-لوئیز پارکر
- مارتین دونوان
- والنتینا چروی
- کریستین بیل
- ویگو مورتنسن
- شلی وینترز
- ریچارد ای گرانت
- شلی دووال
- جان گیلگد
- راجر اشتون-گریفیتس